# 板垣兼富
板垣 兼富（いたがき かねとみ）は、戦国時代の武将。大宝寺氏の家臣。出羽国飽海郡菅野城主。

## 略歴
板垣兼信の末子の義之の苗裔とされる出羽飽海郡の国人であった。戦国時代は大宝寺氏の旗下にあった。陸奥の板垣将兼と同族とされる。
天文8年（1539年）、誕生。永禄7年（1564年）、大宝寺義増の村山郡侵攻に従軍し、26歳で討死にしたと伝わる。